# Orthrosanthus exsertus
Orthrosanthus exsertus är en irisväxtart som först beskrevs av Robert Crichton Foster, och fick sitt nu gällande namn av Pierfelice Ravenna. Orthrosanthus exsertus ingår i släktet Orthrosanthus och familjen irisväxter. Inga underarter finns listade i Catalogue of Life.